# Гонсалес, Брайан
Бра́йан Ало́́нсо Гонса́лес Олива́н (англ. Bryan Alonso González Oliván; родился 10 апреля 2003) — мексиканский футболист, нападающий клуба «Пачука» и сборной Мексики.

## Клубная карьера
Воспитанник футбольной академии клуба «Пачука». В основном составе дебютировал 31 октября 2020 года в матче против «Тихуаны».

## Карьера в сборной
В 2018 году дебютировал за сборную Мексики до 17 лет. В мае 2019 года сыграл на чемпионате КОНКАКАФ (до 17 лет), на котором мексиканцы одержали победу. Забил на турнире 2 мяча: первый — в игре против сборной Тринидада и Тобаго 5 мая, второй — в игре против сборной Сальвадора 12 мая. В октябре и ноябре 2019 года сыграл на юношеском чемпионате мира, на котором мексиканцы заняли второе место. В финале его команда встретилась со сборной Бразилии, хозяйкой турнира. Гонсалес забил единственный гол мексиканцев в той игре, но бразильцы забили два и выиграли турнир.

## Достижения
Сборная Мексики (до 17 лет)
- Победитель чемпионата КОНКАКАФ (до 17 лет): 2019
- Второе место чемпионата мира (до 17 лет): 2019